# Francesco Monterisi
Francesco Monterisi, né le 28 mai 1934 à Barletta, dans la province de Barletta-Andria-Trani, dans les Pouilles (Italie), est un cardinal italien, archiprêtre de la basilique Saint-Paul-hors-les-murs. 

## Biographie

### Prêtre
Ordonné prêtre le 16 mars 1957, il rejoint la diplomatie vaticane. 

### Évêque
Le 24 décembre 1982, Jean-Paul II le nomme pro-nonce apostolique en Corée du Sud (en) et lui donne le titre d'archevêque in partibus d'Alba Maritima (de). Il le consacre lui-même le 6 janvier suivant.
Il est rappelé à Rome en 1987 avant d'être envoyé à Sarajevo comme premier nonce apostolique en Bosnie-Herzégovine (en), nouvellement indépendante.
Le 7 mars 1998 il rejoint la curie romaine comme secrétaire de la congrégation pour les évêques aux côtés du cardinal Giovanni Battista Re. Également secrétaire du collège cardinalice, il assure à ce titre le secrétariat du conclave de 2005 qui élit le pape Benoît XVI.
Le 3 juillet 2009, peu après son 75e anniversaire, il est nommé archiprêtre de la basilique Saint-Paul-hors-les-murs en remplacement du cardinal Andrea Cordero Lanza di Montezemolo âgé de près de 84 ans.

### Cardinal
Il est créé cardinal par Benoît XVI lors du consistoire du 20 novembre 2010. Il reçoit alors le titre de cardinal-diacre de San Paolo alla Regola.
Il est nommé le 24 octobre 2012 membre de la congrégation pour les évêques par le pape Benoît XVI, le 16 décembre 2013 le pape François le confirme à son poste.
Il se retire de sa charge d'archiprêtre en novembre 2012.
Il participe au conclave de 2013 qui voit l'élection du pape François. Il atteint les quatre-vingts ans le 28 mai 2014, ce qui l'empêche de prendre part aux votes du conclave de 2025 (élection de Léon XIV).
Le 3 mai 2021, il est nommé cardinal-prêtre par le pape François.